# Mogobane
Mogobane è un villaggio del Botswana situato nel distretto Sudorientale, sottodistretto di South East. Il villaggio, secondo il censimento del 2022, conta 2.926 abitanti.

## Località
Nel territorio del villaggio sono presenti le seguenti 11 località:
- Diphaleng di 11 abitanti,
- Kika di 7 abitanti,
- Kikana di 97 abitanti,
- Lephaleng di 42 abitanti,
- Malenale di 17 abitanti,
- Mmamaireng di 39 abitanti,
- Motseto di 19 abitanti,
- Ramonogeng di 43 abitanti,
- Taung,
- Thojane-ya-Naga di 11 abitanti,
- Tsibiro di 32 abitanti